# The Gift of Youth
The Gift of Youth è un cortometraggio muto del 1909. Il nome del regista non viene riportato. J. Stuart Blackton appare come supervisore.
È conosciuto anche con il titolo The Gift of Youth, a Fairy Story.

## Produzione
Il film fu prodotto dalla Vitagraph Company of America.

## Distribuzione
Distribuito dalla Vitagraph Company of America, il film uscì nelle sale cinematografiche statunitensi il 14 agosto 1909.
Nelle proiezioni, veniva programmato con il sistema dello split reel, accorpato in un'unica bobina con un altro cortometraggio prodotto dalla Vitagraph, The Obdurate Father.
È considerato un film presumibilmente perduto.